# Anonymomys mindorensis
Anonymomys mindorensis és una espècie de mamífer rosegador de la família dels múrids. És l'única espècie dins del gènere Anonymomys. Són rosegadors de mitjanes dimensions, amb una llargada de cap a gropa de 125 mm i una cua de 206 mm. Es troba només a les Filipines, a l'illa de Mindoro. El seu hàbitat natural són boscos secs subtropicals o tropicals. Està en perill a causa de la pèrdua del seu hàbitat.